# Clemilda
Clemilda Ferreira da Silva (São José da Laje, 1 de setembro de 1936 - Aracaju, 26 de novembro de 2014) foi uma cantora brasileira que estourou nas paradas de sucesso com a música “Prenda o Tadeu”, em 1985, e a partir de então participou de vários programas de rádio e TV, como “Clube do Bolinha”, na Bandeirantes, e “Cassino do Chacrinha”, na Globo. No curso de sua carreira ganhou dois discos de ouro: o primeiro ainda em 1985, já o segundo em 1987, com o disco “Forró Cheiroso”, mais conhecido como “Talco no Salão”.
Na Encyclopedia of Latin American Popular Music Clemilda é citada na lista dos maiores intérpretes de forró brasileiros, junto com artistas como Luiz Gonzaga, Marinês e Genival Lacerda, entre outros.

## Primeiros anos
Nascida em São José da Laje, Clemilda passou a infância e a adolescência em Palmeira dos Índios, Zona do agreste de Alagoas.
No começo da década de 1960 decide viajar para o Rio de Janeiro para "tentar a sorte", onde então consegue emprego como garçonete num restaurante próximo à Rádio Nacional. Até então ainda não havia descoberto o dom artístico que tinha.

## Carreira

### Descoberta e sucesso
Em 1964, consegue cantar pela primeira vez na Rádio Mayrink Veiga no programa Crepúsculo sertanejo, dirigido por Raimundo Nobre de Almeida, que apresentava profissionais e calouros. Nessa ocasião, conhece o sanfoneiro Gerson Filho, contratado da gravadora e também alagoano como ela, que popularizou o fole de oito baixos e já era tinha disco gravado. Com ele Clemilda viria a se casar. Fez algumas participações em dois LPs do esposo, e a partir de 1967 começou a gravar seus próprios discos.
Sua carreira tomou impulso com os frequentes shows que fazia em Sergipe, onde viveu por mais de duas décadas, sempre acompanhada pelo marido. Após 1994, com a morte do companheiro, a forrozeira-mor — carinhosamente conhecida como "Rainha do Forró" — afastou-se dos shows e há algum tempo dedicou-se à apresentação do “Forró no Asfalto”, na TV Aperipê de Aracaju, programa há mais tempo no ar da emissora (do qual esteve meses afastada em virtude de complicações com um AVC e da osteoporose).
Em entrevista ao portal da Prefeitura de Aracaju, em 2009, poucos anos antes de falecer, a cantora comentou sobre sua trajetória de sucesso e o apoio da administração local à sua carreira:
«O primeiro disco de ouro ganhei no Clube do Bolinha, em 1985, com o LP 'Prenda o Tadeu'. Com o 'Forró Cheiroso', chamado popularmente de 'Talco no Salão', ganhei o segundo disco de ouro, no Cassino do Chacrinha. Foram os dois momentos mais importantes pra mim. O resto é matéria em revista, jornal. E teve também o prêmio que recebi no Fórum do Forró, pelo qual agradeço bastante a Marcelo Deda, que na época era prefeito [de Aracaju]. Também agradeço muito ao atual prefeito, Edvaldo Nogueira, porque ele sempre se lembra de mim quando tem evento, mesmo que não seja para fazer show, mas para participar. Acho bom e gosto muito deles, porque eles me têm muita atenção.»

### Estilo de composição
A composição de seus trabalhos caracterizou-se principalmente pelo duplo sentido das letras (o estilo jocoso-malicioso do «forró malícia»), como o que é feito pelo também alagoano Sandro Becker. Um dos exemplos é a letra de "Prenda o Tadeu", abaixo:
Seu delegado prenda o Tadeu / Ele pegou a minha irmã e... / Todas as moças da cidade / Já têm medo do Tadeu / Ele é o animal / Mais feroz que já nasceu / Quem foi na conversa dele / Geralmente se perdeu / Minha irmã que era alegre / De repente entristeceu / Ele fez tantas promessas / Depois desapareceu / Bem que eu avisei pra ela / Tem cuidado com o Tadeu...

## Discografia[1]
- sem data - Clemilda, Continental (LP)
- 1965 - Forró sem Briga, Tropicana (LP)
- 1967 - Gerson Filho apresenta Clemilda, RCA Victor (LP) (com Gerson Filho)
- 1968 - Rodêro Novo, RCA Victor (LP)
- 1970 - Fazenda Taquari, RCA Camden (LP)
- 1971 - Ranchinho Velho, Musicolor (LP)
- 1972 - Morena Dos Olhos Pretos, Musicolor (LP)
- 1973 - Seca Desalmada, Musicolor (LP)
- 1975 - Exaltação a Sergipe, Musicolor (LP)
- 1976 - A Coruja e o Bacurau, Musicolor (LP)
- 1977 - Forró no Brejo, Musicolor (LP)
- 1977 - Clemilda, Musicolor (LP)
- 1978 - Guerreiro Alagoano, Musicolor (LP)
- 1979 - Vaquejada, Musicolor (LP)
- 1979 - Vamos festejar, Musicolor (LP)
- 1980 - Coqueiro da Bahia, Chantecler (LP)
- 1981 - Varanda do Castelo, Chantecler (LP)
- 1982 - O Balanço do Forró, Chantecler (LP)
- 1983 - Comedor de Jacá, Musicolor (LP)
- 1984 - Chico Louceiro, Musicolor (LP)
- 1985 - Prenda o Tadeu, Continental (LP)
- 1986 - A Minhoca do Severino, Continental (LP)
- 1987 - Forró Cheiroso,  Chantecler (LP)
- 1987 - Forró & Suor, Chantecler (LP)
- 1988 - Amor Escondido, Chantecler (LP)
- 1990 - Coitadinha da Tonheta, Chantecler (LP)
- 1991 - Em Tenção de Você, Chantecler (LP)
- 1992 - Aquilo Roxo, Chantecler (LP)
- 1993 - Hoje eu tomo todas, Chantecler (LP)
- 1996 - Sacradance Clemilda & Sandro Becker, Columbia (CD)
- 2006 - Forró Bom Demais, (CD)
- 2014 - Clemilda Morena dos Olhos Pretos - Trilha Sonora do Filme de Isaac Dourado, (CD)

## Falecimento
Clemilda faleceu no dia 26 de novembro de 2014, aos 78 anos, em Aracaju, Sergipe, devido a complicações de um derrame cerebral e pneumonia. Foi sepultada no Cemitério São João Batista na referida cidade, reunindo centenas de pessoas. Foi uma das cantoras mais requisitadas para shows nas festas juninas nordestinas. Em 2016, o cineasta Isaac Dourado lançou o filme Morena dos Olhos Pretos, documentário sobre a vida e obra da cantora.